# Федерація бадмінтону Азербайджану
Федерація бадмінтону Азербайджану (азерб. Azərbaycan Badminton Federasiyası) — організація, що займається проведенням змагань з бадмінтону на території Азербайджану. Була заснована в 1996 році. З 1997 року є членом Всесвітньої федерації бадмінтону та Європейського союзу бадмінтоністів.

## З історії бадмінтону в Азербайджані
У 1998 році азербайджанські бадмінтоністи вперше після здобуття незалежності взяли участь на чемпіонаті світу і Європи з бадмінтону.

## Керівництво федерації
Вищим керівним органом федерації є Виконавчий Комітет, який складається з 10 осіб. На останній звітно-виборної конференції, що пройшла в грудні 2007 року, Камал Абдулла знову був обраний президентом федерації а Мірза Оруджев затверджений на посаді генерального секретаря. Був також переобраний Виконавчий Комітет Федерації.
- Президент - Камал Абдулла (Абдуллаєв), д.ф.н., професор, драматург.
- Генеральний секретар - Мірза Оруджев.